# Vilma Vrbová-Kotrbová
Vilma Vrbová, provdaná Kotrbová, (14. října 1905 Kutná Hora – 22. prosince 1993 Praha) byla česká malířka, portrétistka vynikající na poli dětského portrétu.

## Život
Narodila se v rodině Františka Vrby, profesora vyšší reálky, a jeho manželky Anny, rozené Snížkové.
Studovala na uměleckoprůmyslové škole v Praze (1921–1924) a poté na AVU v Praze v ateliéru Vratislava Nechleby (1924–1930). 
Od roku 1935 byla členkou Umělecké besedy. 
Dne 20. února 1943 se v Plzni provdala za řezbáře Františka Kotrbu.

## Dílo
- Vytvořila například obrazy Děvčátko v čepci, Rodinná podobizna, zbyla po ní též řada kreseb
- V roce 1947 byl oceněn doporučen k realizaci její návrh na 100 Kčs bankovku, k tisku však nedošlo[2]
- Svůj zájem o dítě zúročila také jako ilustrátorka knih (např. Školák Kája Mařík, 1948)[3]

## Ocenění
- 1975 – zasloužilý umělec
- 1979 byla vyznamenána titulem národní umělkyně.[4]
- 1985 – Řád práce [5]